# Liste der Monuments historiques in Nomécourt
Die Liste der Monuments historiques in Nomécourt führt die Monuments historiques in der französischen Gemeinde Nomécourt auf.

## Liste der Objekte
| Bezeichnung                       | Beschreibung                                                                      | Standort                         | Kennzeichnung | Schutzstatus | Datum | Bild |
| --------------------------------- | --------------------------------------------------------------------------------- | -------------------------------- | ------------- | ------------ | ----- | ---- |
| Prozessionsstab Heiliger Eligius  | Holz, farbig gefasst und vergoldet, Ende des 18. Jahrhunderts                     | in der Kirche Ste-Colombe (Lage) | PM52001425    | Classé       | 1985  |      |
| Prozessionsstab Heiliger Nikolaus | Holz, farbig gefasst und vergoldet, Ende des 18. Jahrhunderts; Verbleib unbekannt | in der Kirche Ste-Colombe (Lage) | PM52001815    | Inscrit      | 1985  |      |